# Fidan Ekiz
Fidan Ekiz (Rozenburg, 10 december 1976) is een Nederlands presentatrice. Ze verwierf bekendheid als tafeldame in De Wereld Draait Door. Tegenwoordig presenteert ze wekelijks In De Kantine op NPO Radio 1.

## Carrière

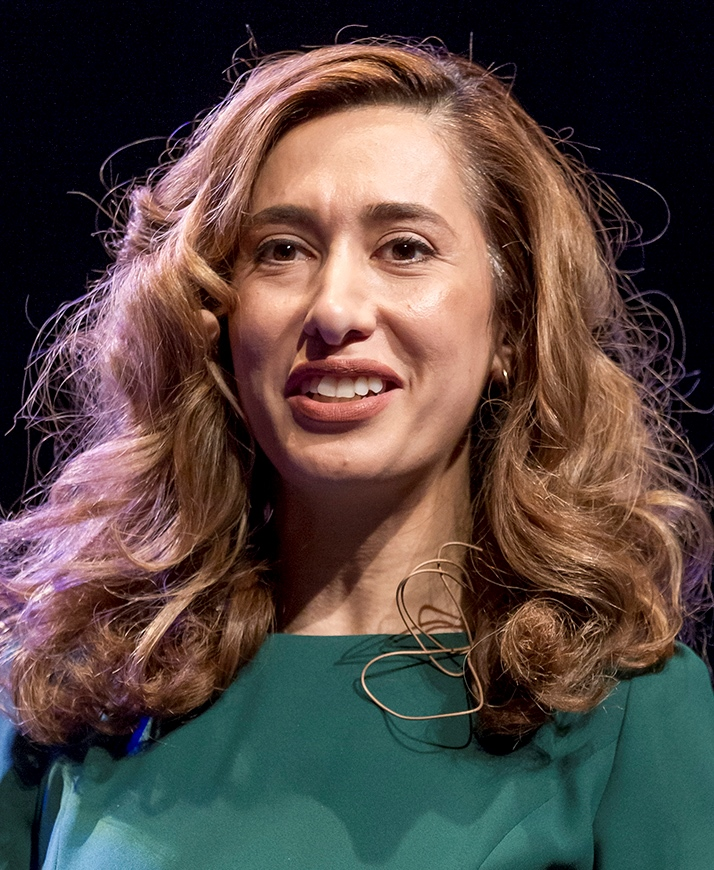
Ekiz (2016)

Fidan Ekiz studeerde aan de school voor journalistiek. Daarna ging ze aan de slag voor het Rotterdams Dagblad. Na de inval in Irak in 2003 deed Ekiz verslag vanaf de grens tussen Turkije en Irak. Later werd ze als correspondent de opvolger van Jessica Lutz die, met Texas als thuisbasis, ook fotojournalist is, namens RTL Nieuws en de kranten van de Geassocieerde Pers Diensten in Istanboel. Hierna verruilde ze haar baan als verslaggever voor een baan als redacteur bij Pauw & Witteman.
In 2009 was Ekiz te zien in het discussieprogramma Vrouw & Paard. In 2010 maakte ze, als ode aan haar Turkse familie, de vijfdelige documentaire Veerboot naar Holland, over vijf Turkse gezinnen die naar Nederland emigreerden. Ze interviewde hiervoor onder meer haar eigen ouders.
Ekiz schoof sinds 2012 regelmatig aan als tafeldame bij De Wereld Draait Door, totdat dit programma, met als gastheer Matthijs van Nieuwkerk, op 27 maart 2020 stopte. Ekiz is een van de presentatoren van WNL.
In 2016 maakte Ekiz de zesdelige documentaire De pen & het zwaard over de persvrijheid in zes zeer uiteenlopende landen. Het jaar daarop werd haar de Duidelijketaalprijs toegekend.
Van september 2018 tot december 2019 presenteerde ze het televisieprogramma De Nieuwe Maan. In het najaar van 2018 was ze te zien in Vrouw op Mars, een 6-delige reportageserie over feminisme van BNNVARA.
Vanaf 22 maart 2020 presenteerde zij, samen met Jeroen Pauw, elke zondag het praatprogramma Op1 voor BNNVARA op NPO 1. Ekiz was eerder die maand al in het programma te zien, toen ze een zieke presentatrice verving. Van december 2021 tot juni 2024 presenteerde Ekiz samen met Sven Kockelmann iedere donderdagavond Op1 voor WNL. Verder presenteert zij samen met Wieger Hemmer iedere zaterdag van 17.00 tot 19.00 uur In De Kantine live vanuit de Doelen in Rotterdam. Sinds september 2021 was Ekiz ook vaker te zien als tafeldame bij het praatprogramma HLF8, waarvan op 7 april 2023 de laatste uitzending plaatsvond. In de tijd dat zij tafeldame was in dit programma was ze dat eerst met Johnny de Mol als presentator, later met de presentatoren Leonie ter Braak en Hélène Hendriks. Ze schoof ook regelmatig aan bij de SBS-talkshows als De Oranjezondag, De Oranjewinter en De Oranjezomer. 
Van 30 augustus 2020 tot begin juni 2021 presenteerde ze, samen met Renze Klamer, het dagelijkse praatprogramma De vooravond op NPO 1, dat enkele maanden per jaar werd uitgezonden van 19.00 tot 20.00 uur, het voormalige tijdstip van De Wereld Draait Door. Het programma wisselde af met het praatprogramma M. BNNVARA besloot om Ekiz en Klamer na het tweede seizoen niet terug te laten keren als presentatoren van De vooravond. Het duo zou per 30 augustus 2021 worden opgevolgd door Sophie Hilbrand en Khalid Kasem, die afwisselend te zien zouden zijn als de nieuwe presentatoren. In juli 2021 werd echter bekend dat de naam van het programma zou wijzigen. Hierdoor verdween De vooravond van televisie.
In mei 2021 won Ekiz voor dat jaar de Pim Fortuynprijs, vernoemd naar de in 2002 doodgeschoten politicus Pim Fortuyn. Ekiz won de prijs, omdat zij volgens de jury 'een scherpe denker, spreker en schrijver, dapper, taboedoorbrekend en een voorbeeldige opiniemaker' is.
In juni 2023 verscheen De doe-het-zelf Dictatuur, een documentaireprogramma dat Ekiz maakte met Kees Schaap.
Op 25 april 2024 zei Wilfred Genee, als presentator van het televisieprogramma Vandaag Inside, met Johan Derksen en René van der Gijp in de vaste samenstelling, dat Ekiz daarin, net zoals onder anderen Sander Schimmelpenninck en Stella Bergsma, niet welkom is als gast. Ekiz had in een uitzending van Op1 die zij presenteerde Genee het vuur aan de schenen gelegd over een grap van Derksen over zwarte pieten. Genee keurde die grap toen publiekelijk af, maar Ekiz sprong in de bres voor Derksen, omdat zij min of meer van mening was dat Genee zijn collega Derksen moest steunen. Later sprak Genee bij Radio Veronica uit dat hij en Ekiz ook nog achter de schermen van Op1 woorden met elkaar kregen.
Ekiz is columniste bij het Algemeen Dagblad, het tijdschrift en maandblad Vrij Nederland en bij het eveneens maandelijks verschijnende lifestyle magazine Talkies Magazine.

## Privé
Ekiz heeft een Turkse achtergrond. Ze had een relatie met journalist Wierd Duk, met wie ze een zoon heeft.

## Staatsbezoek
Bij het staatsbezoek van Abdullah Gül aan Nederland in 2012 was Ekiz welkom bij het staatsbanket.